# جائزة بريطانيا الكبرى 1996
جائزة بريطانيا الكبرى 1996 هو سباق فورمولا 1 أقيم بتاريخ 14 يوليو 1996 في حلبة سلفرستون، سيلفرستون، إنجلترا. كان العاشر من أصل 16 في بطولة العالم لسباقات الفورمولا واحد موسم 1996. حلّ الكندي جاك فيلنوف أولا بينما جاء النمساوي غيرهارد بيرغر في المركز الثاني وحصل على المركز الثالث الفنلندي ميكا هاكينن.

## الترتيب النهائي
| الترتيب | السائق        | النقاط |
| ------- | ------------- | ------ |
| 1       | دامون هيل     | 63     |
| 2       | جاك فيلنوف    | 48     |
| 3       | مايكل شوماخر  | 26     |
| 4       | جان إليزي     | 25     |
| 5       | غيرهارد بيرغر | 16     |
| المصدر: |               |        |